# Pilotrichidium
Pilotrichidium är ett släkte av bladmossor. Pilotrichidium ingår i familjen Hookeriaceae.
Kladogram enligt Catalogue of Life:
| Pilotrichidium | \| \| Pilotrichidium antillarum \| \| \| \| \| \| Pilotrichidium callicostatum \| \| \| \| |
|                | \| \| Pilotrichidium antillarum \| \| \| \| \| \| Pilotrichidium callicostatum \| \| \| \| |
|                | Pilotrichidium antillarum                                                                  |
|                |                                                                                            |
|                | Pilotrichidium callicostatum                                                               |
|                |                                                                                            |